# Reto Parolari
Reto Parolari (* 9. März 1952 in Winterthur; † 15. Dezember 2019 in Brissago) war ein Schweizer Dirigent, Komponist und Arrangeur.

## Ausbildung
Reto Parolari wurde als Sohn des Oboisten Egon Parolari in Winterthur geboren. Das Musikstudium mit den Hauptfächern Schlagzeug und Klavier an der Musikhochschule seiner Heimatstadt schloss er mit dem Orchesterdiplom ab. Anschliessend vertiefte er die Fächer Arrangieren, Orchestrieren und Dirigieren bei Ernst Hildebrand in Hannover, bei Heinz Buchold in Stuttgart und bei Max Schönherr in Wien. Zu Parolaris Mentoren gehörten die Dirigenten Kurt Brass und Emmerich Smola.

## Tätigkeiten
1973 gründete der Dirigent das «Orchester Reto Parolari» – mit 40 Instrumentalisten das einzige private Symphonieorchester in Europa, das sich der Aufführung und der Pflege gehobener Unterhaltungsmusik in Originalinstrumentierung widmet. Zu seinem Repertoire gehören Operette, Musical und Wiener Walzer ebenso wie Suiten, Ouvertüren und Potpourris. Aber auch neuen Strömungen hat sich dieser Klangkörper geöffnet, der wie kein anderer die Handschrift Reto Parolaris trägt.
1982 war Reto Parolari Dirigent für Operette und Musical am Stadttheater St. Gallen. Im selben Jahr begann seine sechsjährige Dirigententätigkeit am Schweizer Nationalzirkus Knie. Von 1987 bis 2000 leitete er das Orchester des königlichen Theater Carré in Amsterdam. Von 2000 bis 2003 war er musikalischer Direktor des Circus Krone in München. Seit 1997 war er darüber hinaus Chefdirigent des weltweit renommierten «Internationalen Zirkusfestivals» in Monte Carlo.
1991 rief Reto Parolari das «Internationale Festival der Gehobenen Unterhaltungsmusik» ins Leben, das einzige grosse Festival seiner Art in Europa. Jährlich unter der Leitung seines Gründers in Winterthur stattfindend, hat es sich im Lauf seiner Geschichte zu einer Börse für gute Unterhaltungsmusik entwickelt.
Den international gefragten Spezialisten für Unterhaltungsmusik führten viele Jahre Engagements als Gastdirigent nach Deutschland, Tschechien, Österreich sowie in die Niederlande und zahlreiche Städte seines Heimatlandes. Unter den Orchestern, die Reto Parolari als Gast geleitet hat, sind die Basler Orchestergesellschaft, das Bruckner Orchester Linz, das Göttinger Symphonieorchester, das Radio-Symphonieorchester Pilsen (Tschechische Republik) und die Südwestdeutsche Philharmonie (Konstanz) sowie das Murandong National Symphony Pjöngjang (Nordkorea). Einen weiteren Schwerpunkt der Tätigkeit von Parolari bildete seit 1982 die Arbeit mit Orchestern deutscher Rundfunkanstalten, u. a. mit der Radiophilharmonie Hannover, dem Rundfunkblasorchester Leipzig sowie den Rundfunkorchestern des Bayerischen Rundfunks, Hessischen Rundfunks und Südwestfunks.
Zahlreiche Fernseh- und Radioproduktionen mit sinfonischer Unterhaltungsmusik, Operette, Musical und Filmmusik sowie die Einspielung von mittlerweile mehr als 30 CDs runden das Schaffen von Reto Parolari als Dirigent ab.
Darüber hinaus hat Parolari mehrere hundert Werke der E- und U-Musik komponiert und arrangiert, die teilweise in seinem eigenen Verlag «Edition Swiss Music» erschienen sind.
Parolari wirkte als Juror, gab Symposien und Workshops und hatte mehrere Lehraufträge an Schweizer Hochschulen inne. Für die GEMA-Stiftung verfasste er das Werkverzeichnis von Ernst Fischer (1900–1975). Seine jüngste Veröffentlichung „Circusmusik in Theorie und Praxis“ (Wien 2005) ist das einzige Fachbuch, das sich mit dem Thema Zirkusmusik befasst.
Seit 1974 war Parolari Mitglied der SUISA, davon zwölf Jahre lang als Präsident ihrer Verteilungskommission, seit 2007 gehörte er zu ihrem Vorstand. Darüber hinaus war er langjähriges Mitglied des Schweizerischen Musikerverbandes, des Schweizerischen Tonkünstlervereines, der Swissperform/SIG sowie der Vereinigung «Jugend und Musik».
Parolari verstarb am 15. Dezember 2019 in seinem Haus in Brissago.

## Preise und Auszeichnungen
Als Dirigent war Reto Parolari Träger zahlreicher Preise und Auszeichnungen: So verliehen ihm u. a. 1996 der französische Staat und die Stadt Massy Preise für seine Tätigkeit als Orchesterchef. Darüber hinaus ist er Träger des Ehrenzeichens der monegassischen Gardemusik, sein Orchester wurde mehrfach beim Internationalen Zirkusfestival in Monte Carlo ausgezeichnet. Für sein langjähriges Wirken als Interpret, Urheber und Verleger von sinfonischer Unterhaltungsmusik wurde Parolari 2004 mit dem Anerkennungspreis der SUISA-Stiftung für Musik ausgezeichnet. 2015 erhielt er den Carl-Heinrich-Ernst-Kunstpreis Winterthur. 2019 wurde er mit dem Kulturpreis der Stadt Winterthur ausgezeichnet.